# 69. østlige længdekreds
Den 69. østlige længdekreds (eller 69 grader østlig længde) er en længdekreds, der ligger 69 grader øst for nulmeridianen. Den løber gennem Ishavet, Asien, det Indiske Ocean, det Sydlige Ishav og Antarktis.